# 3. etape af Post Danmark Rundt 2012
3. etape af Post Danmark Rundt 2012 er en 185 km lang etape. Den bliver kørt den 24. august fra Silkeborg til Vejle. Etapen blev betegnet som løbets "kongeetape", på grund af de 3 omgange på stigningen ved Kiddesvej i Vejle.
- Etape: 3. etape
- Dato: 24. august
- Længde: 185 km
- Rute: Silkeborg – Kjellerup – Ans – Gjern – Silkeborg – Ry – Yding Skovhøj – Ejer Bavnehøj – Uldum – Grejsdalen – Jennum – Nørre Vilstrup – Vejle – og 3 omgange á 5,5 km omkring Kiddesvej i Vejle.
- Gennemsnitshastighed:

## Resultatliste
|    | Navn                 | Land           | Hold                          | Tid           |
| -- | -------------------- | -------------- | ----------------------------- | ------------- |
| 1  | Lars Petter Nordhaug | Norge          | Team Sky                      | 04:43.01 + 10 |
| 2  | Wilco Kelderman      | Holland        | Rabobank                      | + 0.00 + 6    |
| 3  | Ramunas Navardauskas | Litauen        | Garmin-Cervélo                | + 0.00 + 4    |
| 4  | Stefan Schumacher    | Tyskland       | Team Christina Watches-Onfone | + 0.00        |
| 5  | Jelle Vanendert      | Belgien        | Omega Pharma-Lotto            | + 0.00        |
| 6  | Rasmus Guldhammer    | Danmark        | Team Christina Watches-Onfone | + 0.00        |
| 7  | Nicola Boem          | Italien        | Colnago-CSF Inox              | + 0.00        |
| 8  | David Veilleux       | Canada         | Europcar                      | + 0.00        |
| 9  | Luke Rowe            | Storbritannien | Team Sky                      | + 0.03        |
| 10 | Damien Gaudin        | Frankrig       | Europcar                      | + 0.03        |
| 11 | Manuele Boaro        | Italien        | Saxo Bank-SunGard             | + 0.03        |
| 12 | Jelle Wallays        | Belgien        | Topsport Vlaanderen-Mercator  | + 0.03        |
| 13 | Alexander Kristoff   | Norge          | Team Katusha                  | + 0.03        |
| 14 | Tony Hurel           | Frankrig       | Europcar                      | + 0.09        |
| 15 | Lieuwe Westra        | Holland        | Vacansoleil-DCM               | + 0.11        |

|    | Navn                 | Land           | Hold                          | Tid      |
| -- | -------------------- | -------------- | ----------------------------- | -------- |
| 1  | Lars Petter Nordhaug | Norge          | Team Sky                      | 14.50.19 |
| 2  | Andre Greipel        | Tyskland       | Omega Pharma-Lotto            | + 0.03   |
| 3  | Wilco Kelderman      | Holland        | Rabobank                      | + 0.04   |
| 4  | Ramunas Navardauskas | Litauen        | Garmin-Cervélo                | + 0.06   |
| 5  | Alexander Kristoff   | Norge          | Team Katusha                  | + 0.07   |
| 6  | Stefan Schumacher    | Tyskland       | Team Christina Watches-Onfone | + 0.10   |
| 7  | Nicola Boem          | Italien        | Colnago-CSF Inox              | + 0.10   |
| 8  | Rasmus Guldhammer    | Danmark        | Team Christina Watches-Onfone | + 0.10   |
| 9  | David Veilleux       | Canada         | Europcar                      | + 0.10   |
| 10 | Jelle Vanendert      | Belgien        | Omega Pharma-Lotto            | + 0.10   |
| 11 | Jelle Wallays        | Belgien        | Topsport Vlaanderen-Mercator  | + 0.10   |
| 12 | Luke Rowe            | Storbritannien | Team Sky                      | + 0.13   |
| 13 | Manuele Boaro        | Italien        | Saxo Bank-SunGard             | + 0.13   |
| 14 | Damien Gaudin        | Frankrig       | Europcar                      | + 0.13   |
| 15 | Tony Hurel           | Frankrig       | Europcar                      | + 0.19   |

## Ekstern henvisning
- Etapeside på postdanmarkrundt.dk Arkiveret 6. marts 2007 hos  Wayback Machine